# 罗谢松
罗谢松（法語：Rochesson，法語發音：[ʁɔʃɛsɔ̃] ⓘ）是法国大東部大區孚日省的一个市镇，属于埃皮纳勒区。

## 地名
该地名“Rochesson”发音为[ʁɔʃɛsɔ̃]而非[ʁɔʃsɔ̃]，《世界地名翻译大辞典》与《世界地名译名词典》将其误译作“罗什松”。

## 地理
罗谢松（48°1'20"N, 6°47'10"E）面积21.49 平方千米，位于法国大東部大區孚日省，该省份为法国东北部内陆省份，北起默兹省和默尔特-摩泽尔省，西接上马恩省，南至上索恩省和贝尔福地区省，东临上莱茵省和下莱茵省。
与罗谢松接壤的市镇（或旧市镇、城区）包括：热拉尔梅、巴斯叙勒吕、拉布雷斯、热尔巴蒙、萨普瓦、科尔尼蒙。
罗谢松的时区为UTC+01:00、UTC+02:00（夏令时）。

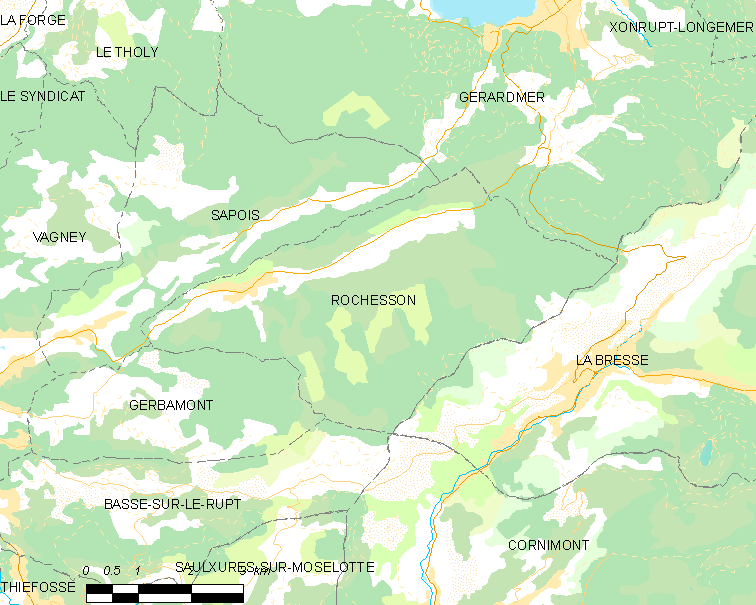
罗谢松的OSM定位图

## 行政
罗谢松的邮政编码为88120，INSEE市镇编码为88391。

## 政治
罗谢松所属的省级选区为拉布雷斯县。

## 人口

1962-2008年间罗谢松人口变化图示

罗谢松于2022年1月1日时的人口数量为676人。